# ایرج مصداقی
ایرج مصداقی (زادۀ ۹ آبان ۱۳۳۹ تهران) نویسنده، پژوهشگر، فعال حقوق بشر و زندانی پیشین سیاسی در دهۀ شصت و از جان به در بردگان اعدام‌های سال ۱۳۶۷ است. او از سال ۱۳۷۳ در استکهلم، سوئد زندگی می‌کند. مصداقی از زمان مهاجرت تا کنون به کنشگری و پژوهش در حوزۀ جنبش دادخواهی مشغول بوده است. وی در گذشته از هواداران سازمان مجاهدین خلق ایران بوده و اکنون از مخالفان سرسخت این سازمان است.

## زندگی
ایرج مصداقی در سال ۱۳۳۹ در تهران زاده شد. در نوجوانی برای تحصیل به ایالات متحده آمریکا رفت و در آنجا با کنفدراسیون دانشجویان و محصلین ایرانی برای احیای واحد جنبش دانشجویی همکاری کرد و مقارن پیروزی انقلاب ۵۷ به ایران بازگشت. وی از سال ۱۳۶۰ تا ۱۳۷۰ به اتهام هواداری از سازمان مجاهدین خلق به مدت ده سال در زندان‌های قزل‌حصار، اوین و گوهردشت به سر برد.
مصداقی یکی از جان به در بردگان اعدام‌های سال ۱۳۶۷ است. پس از آزادی از زندان، در سال ۱۳۷۳ مجبور به فرار از ایران شد. در سوئد دوباره فعالیت‌های سیاسی ـ اجتماعی خود را از سر گرفت. تا سال ۱۳۷۹ وی مشغول تهیه گزارش‌هایی از موارد نقض حقوق بشر در ایران بود که عموماً به کمیسیون حقوق بشر سازمان ملل، کمیته سوم ملل متحد، پارلمان اروپا و سازمان بین المللی حقوق کار ارسال می‌شد. همچنین از سال ۱۳۷۵ تا ۱۳۸۰ در ارتباط با سازمان بین‌المللی کار فعالیت کرده و به دفاع از حقوق کارگران و حقوق‌بگیران ایران پرداخته است که حاصل آن دو کتاب «سازمان ملل متحد و نقض حقوق بشر در ایران» و «سازمان بین‌المللی کار و نقض حقوق بنیادین کار در ایران» شده است. از سال ۱۳۸۰ به بعد، مصداقی پژوهش در خصوص نقض حقوق بشر در ایران را به صورت فردی دنبال کرد. او در این دوران با نوشته‌های پرشمار به مستندسازی و روشنگری دربارۀ زندانی های سیاسی و عوامل شکنجه و کشتار آنها پرداخته است. در همین دوران است که برای او مسئله «دادخواهی» مهم می شود. او با مرکز اسناد حقوق بشر، بنیاد برومند، قاضی جفری رابرتسون همکاری کرده و در برگزاری «ایران تریبونال» در لندن و لاهه مشارکت داشته است.
مصداقی عضو «کمیتۀ دیده‌بانی از استفادۀ داده‌های دستگاه قضایی» به ریاست شیرین عبادی، برندهٔ جایزهٔ نوبل صلح، است که گزارشگران بدون مرز برای «دیده‌بانی و تضمین استفاده از پرونده داده‌های قضایی ایران مطابق با موازین حقوق بشر» تشکیل داده‌است. این پروندۀ رایانه‌ای حاوی داده‌های دستگاه قضائی تهران بین سال‌های ۱۳۵۸ تا ۱۳۸۸ از سوی افشاگران به گزارش‌گران بدون مرز تحویل داده شده‌است.
در تاریخ اسفند ۱۴۰۱، ایرج مصداقی و ۸۲ تن دیگر از کنشگران عرصه دادخواهی، با امضای «پیمان دادخواهی» در راستای ساخت مبنایی برای «همبستگی» در پیشبرد «جنبش زن، زندگی، آزادی»، بر اصولی مانند نفی خشونت و برقراری عدالت و حقیقت، عهد بستند. این گروه، اذعان کرده‌اند که برای فردای ایران به اصولی پایبندند که بخشی از تمامی کنوانسیون‌ها و میثاق‌های جهانی ناظر بر رعایت حقوق‌بشر است.

## دادگاه حمید نوری
مصداقی نقش عمده‌ای در دستگیری، بازداشت و محاکمۀ حمید نوری ایفا کرده است. ایرج مصداقی پیش از ورود حمید نوری به خاک اروپا از این سفر آگاهی پیدا کرد؛ اسناد و مدارک لازم را به دستگاه قضائی ارائه کرد و درپی همین اسناد کیفرخواست تنظیم شد. او می‌گوید با توجه به تجربه‌های مشابه، از آنجا که احتمال خبردار کردن مسئولان جمهوری اسلامی از وجود این پرونده توسط دستگاه‌های امنیتی اروپایی برای جلوگیری از یک بحران سیاسی با جمهوری اسلامی وجود داشته‌ است، کشور سوئد برای این کار انتخاب و پروندۀ شکایت از حمید نوری به شکلی که کمترین افراد متوجه بشوند، ارائه می‌کند. ایرج مصداقی در جلد سوم کتاب نه زیستن، نه مرگ که تلفیقی از خاطرات و گزارش‌های او از زندان‌های جمهوری اسلامی طی دهۀ شصت است، از نوری به عنوان یکی از آمران اعدام‌ها یاد کرده بود. مصداقی یکی از شاهدان پرونده حمید نوری بود که علاوه بر شکایت و بازداشت و شناسایی حمید نوری، نقش عمده‌ای نیز در محاکمه وی داشته است.

## حضور سینمایی
مصداقی در فیلم مستند آن‌ها که گفتند نه، ساختهٔ نیما سروستانی، نقش شخصیت اصلی را ایفا کرده‌است. این فیلم دربارهٔ اعدام‌های تابستان ۶۷ در زندان‌های ایران و بازماندگان آن‌هاست و در جشنوارۀ جهانی فیلم‌های مستند آمستردام (ایدفا) به نمایش درآمده است.